# Домлеже Лонгвиле
Домлеже Лонгвиле (фр. Domléger-Longvillers) насеље је и општина у североисточној Француској у региону Пикардија, у департману Сома која припада префектури Абевил.
По подацима из 2011. године у општини је живело 282 становника, а густина насељености је износила 31,65 становника/km². Општина се простире на површини од 8,91 km². Налази се на средњој надморској висини од 141 метар (максималној 142 m, а минималној 100 m).

## Демографија
| 1962. | 1968. | 1975. | 1982. | 1990. | 1999. | 2011. |
| ----- | ----- | ----- | ----- | ----- | ----- | ----- |
| 354   | 372   | 312   | 255   | 257   | 267   | 282   |

График промене броја становника у току последњих година